# De Modderige Bol
De Modderige Bol – wiatrak w miejscowości Goëngahuizen, w gminie Smallingerland, w prowincji Fryzja, w Holandii. Młyn powstał w XIX w. Był restaurowany w latach 1954, 1969 i 1992-93. Ma on jedno piętro. Jego śmigła mają rozpiętość 11,90 m. Wiatrak służył głównie do pompowania wody za pomocą śruby Archimedesa.